# Antoni Ferrandis Monrabal
Antoni Ferrandis Monrabal (Paterna, l'Horta Oest, 28 de febrer de 1921 - València, 16 d'octubre de 2000) va ser un actor valencià. Nascut el 28 de febrer del 1921 a Paterna (València). Passada la Guerra d'Espanya va ser mestre, ja que havia iniciat estudis de Magisteri, tot i que la seua verdadera passió seria el teatre. El seu primer paper al teatre va ser a Edipo, al costat de Francisco Rabal, el 1950. En els seus temps de jove va destacar en diverses pel·lícules, anys més tard va ser un dels grans protagonistes del cinema espanyol. Conegut per interpretar el personatge Chanquete en la sèrie de televisió Verano azul el 1981. Va morir el 16 d'octubre del 2000 a l'hospital Quirón de València a 79 anys per problemes cardiorespiratoris.

## Filmografia principal

### Cinema
- El verdugo de Luis García Berlanga (1963)
- Fata Morgana de Vicente Aranda (1965)
- Sor Citroën de Pedro Lazaga (1967)
- Mi querida señorita  de Jaime de Armiñán (1972)
- L'escopeta nacional de Luis García Berlanga (1977)
- Volver a empezar de José Luis Garci (1982)
- Memorias del General Escobar, de José Luis Madrid (1984)
- Rèquiem per un camperol  de Francesc Betriu (1985)
- Puta misèria de Ventura Pons (1987)
- Jarrapellejos d'Antonio Giménez-Rico (1987), candidat al Goya

### Televisió
| - Gran Teatro (1961) - Hombre, ese desconocido, El (1963) - Novela (1963, 1964, 1972, 1973) - Confidencias (1963-1965) - Estudio 3 (1964) - Primera fila (1964-1965) - Estudio 1 (1965, 1966, 1967, 1972) - Tiempo y hora (1965-1967) - Fábulas (1968-1970) - Al filo de lo imposible (1970) - Sospecha (1971) - Del dicho al hecho(1971) - Hora once (1971-1972) - Las doce caras de Eva (1971) | - Teatro de siempre (1972) - Ficciones(1973) - Noche de teatro (1974) - Suspiros de España (1974) - Cuentos y leyendas (1975) - Cañas y barro (1978) - Verano azul (1981) - Clase media (1987) - Primera función (1989) - Séptimo cielo, El (1989) - Del Miño al Bidasoa (1990) - Tango (1992) - Juntas, pero no revueltas (1996) |

### Teatre
| - Muerte de un viajante (1952) d'Arthur Miller - Historia de un resentido (1956), de Joaquín Calvo Sotelo - Tiestes (1956), de Séneca. - Las brujas de Salem (1957) d'Arthur Miller - El vendaval (1957), de Jean Anouilh - La herencia (1957), de Joaquín Calvo Sotelo - Tito Andrónico (1957). - La estrella de Sevilla (1957), de Lope de Vega. - Una muchachita de Valladolid (1958), de Joaquín Calvo Sotelo - El cielo dentro de casa (1958), d'Alfonso Paso - La visita de la vieja dama (1959), de Friedrich Dürrenmatt - Don Juan Tenorio (1959) - La Orestiada (1959), de Esquilo - Don Juan Tenorio (1959), de José Zorrilla - Comedia para asesinos (1960), de James Endharad - Eloísa está debajo de un almendro (1961), d'Enrique Jardiel Poncela - El anzuelo de Fenisa (1961), de Lope de Vega - Cerca de las estrellas (1962), de Ricardo López Aranda - La bella malmaridada (1962), de Lope de Vega | - Soledad (1962) de Miguel de Unamuno - La difunta (1962). de Miguel de Unamuno - Los caciques (1962), de Carlos Arniches - La loca de Chaillot (1962). - El cerezo y la palmera (1962) de Gerardo Diego - Juana de Lorena (1962), de Maxwell Anderson - Los verdes campos del Edén (1963) - El jardín de los cerezos (1963), d'Antón Chéjov - El proceso del arzobispo Carranza (1964) - Intermezzo (1965), de Jean Giraudoux - Noche de San Juan (1965), de Ricardo López Aranda - La dama duende (1966), de Pedro Calderón de la Barca - El señor Adrián, el primo (1966) - La cabeza del Bautista,(1967) de Ramón María del Valle-Inclán - La rosa de papel, (1967) de Ramón María del Valle-Inclán - La enamorada del rey, (1967), de Ramón María del Valle-Inclán - Cuatro corazones con freno y marcha atrás (1968) Enrique Jardiel Poncela - Macbett (1973), d'Eugène Ionesco |

## Premis i nominacions
| Any  | Premi                                         | Categoria                               | Títol                                           | Resultat  |
| ---- | --------------------------------------------- | --------------------------------------- | ----------------------------------------------- | --------- |
| 1966 | Fotogramas de Plata                           | Millor intèrpret de televisió           | Tiempo y hora                                   | Guanyador |
| 1966 | Premi del Cercle d'Escriptors Cinematogràfics | Millor actor                            | Posición avanzada                               | Guanyador |
| 1972 | Premi del Cercle d'Escriptors Cinematogràfics | Millor actor de repartiment             | Vente a ligar al Oeste                          | Guanyador |
| 1974 | Premi del Cercle d'Escriptors Cinematogràfics | Millor actor                            | ¿... Y el prójimo?                              | Guanyador |
| 1974 | Karlovy Vary International Film Festival      | Millor actor                            | ¿... Y el prójimo?                              | Guanyador |
| 1975 | Círculo d'Escritores Cinematográficos         | Millor actor secundari                  | Los nuevos españoles El amor del capitán Brando | Guanyador |
| 1976 | Círculo de Escritores Cinematográficos        | Millor actor protagonista               | La casa grande                                  | Guanyador |
| 1977 | Círculo de Escritores Cinematográficos        | Millor actor                            | Retrato de familia                              | Guanyador |
| 1982 | Fotogramas de Plata                           | Millor intèrpret de televisió           | Verano azul                                     | Nominat   |
| 1982 | TP de Oro, Espanya                            | Millor actor                            | Verano azul                                     | Guanyador |
| 1982 | Premis Oscar                                  | Oscar a la millor pel·lícula estrangera | Volver a empezar                                | Guanyador |
| 1983 | Fotogramas de Plata                           | Millor actor de cinema                  | Volver a empezar                                | Nominat   |
| 1989 | Premis Goya                                   | Millor actor                            | Jarrapellejos                                   | Nominat   |
| 1992 | Múrcia Setmana del Cinema Espanyol            | Menció especial                         | El juego de los mensajes invisibles             | Guanyador |
| 2000 | Premi Ondas                                   |                                         |                                                 | Guanyador |

Altres
- Generalitat Valenciana: Distinció al Mèrit Cultural (1993)
- Consell de Ministres: Medalla d'Or al Mèrit en Belles Arts (1993)
- Premi Nacional de Teatre (1970)
- "Fill Predilecte" de Paterna "
- "Fill adoptiu de la ciutat de València"
- "Fill adoptiu de la ciutat de Nerja"
- Coet d'Or i Medalla d'Or d'Intercomparses de Paterna.
- L'Encomana de l'Orde del Mèrit Civi